# Daxing (socken i Kina, Sichuan, lat 32,47, long 103,70)
Daxing (kinesiska: 大姓乡, 大姓) är en socken i Kina. Den ligger i provinsen Sichuan, i den sydvästra delen av landet, omkring 200 kilometer norr om provinshuvudstaden Chengdu. Antalet invånare är 1 169. Befolkningen består av 560 kvinnor och 609 män. Barn under 15 år utgör 24,0 %, vuxna 15-64 år 68 %, och äldre över 65 år 6,0 %.
Genomsnittlig årsnederbörd är 973 millimeter. Den regnigaste månaden är juli, med i genomsnitt 191 mm nederbörd, och den torraste är december, med 4 mm nederbörd.